# Поєніца (Димбовіца)
Поєніца (рум. Poienița) — село у повіті Димбовіца в Румунії. Входить до складу комуни Пояна.
Село розташоване на відстані 37 км на північний захід від Бухареста, 41 км на південний схід від Тирговіште, 119 км на південь від Брашова.

## Населення
За даними перепису населення 2002 року у селі проживали 296 осіб, усі — румуни. Усі жителі села рідною мовою назвали румунську.